# Isotherm proces

Isothermen van een ideaal gas. De gebogen lijnen geven de relatie weer tussen druk (op de verticale as) en volume (op de horizontale as) bij verschillende temperaturen: hoe verder van de oorsprong, hoe hoger de temperatuur.

Een isotherm proces is een thermodynamisch proces waarbij de temperatuur  van een systeem constant blijft: ΔT = 0. Gedurende een isotherm proces treedt een verandering op in arbeid of energie, terwijl de temperatuur hetzelfde blijft. Het behoud van de temperatuur is bijvoorbeeld mogelijk doordat er een voortdurende uitwisseling van warmte is met een extern reservoir, een thermisch evenwicht.

## Voorbeelden
Een voorbeeld is het smelten van ijs of het koken van water. Een ander voorbeeld is het comprimeren of laten expanderen van een gas onder vrije warmteuitwisseling met de omgeving. Dit laatste voorbeeld is niet helemaal zuiver, omdat alleen warmte uitgewisseld kan worden bij een temperatuurverschil. Maar als men ervan uitgaat dat de temperatuurstijging gering is en de warmteuitwisseling met de omgeving relatief gemakkelijk gaat, is het proces bij benadering isotherm.
De arbeid die het gas verricht bij de expansie of compressie van toestand A naar toestand B, is:
{\displaystyle W_{A\to B}=\int _{A}^{B}p\,\mathrm {d} V=\int _{A}^{B}{nRT \over V}\mathrm {d} V}
De tweede gelijkheid berust op de algemene gaswet: 
{\displaystyle pV=nRT}
Omdat het proces isotherm verloopt, is de verrichte arbeid tevens gelijk aan de warmteuitwisseling met de omgeving. Zodat:
{\displaystyle Q_{A\to B}=W_{A\to B}=n\,R\,T\,\ln \left({V_{B} \over V_{A}}\right)=n\,R\,T\,\ln \left({p_{A} \over p_{B}}\right)}
In deze formules is:
- {\displaystyle Q_{A\to B}} de hoeveelheid warmte die toegevoerd wordt (of afgevoerd bij een negatieve uitkomst)
- {\displaystyle W_{A\to B}} de hoeveelheid arbeid die verricht wordt
- {\displaystyle p} de druk op een bepaald punt
- {\displaystyle T} de (constante) temperatuur
- {\displaystyle n} het aantal mol gas
- {\displaystyle V} het volume van het gas
- {\displaystyle R} de gasconstante van een ideaal gas

Via de algemene gaswet kan de formule nog herschreven worden tot:
{\displaystyle W_{A\to B}=p_{A}\cdot V_{A}\cdot \ln \left({V_{B} \over V_{A}}\right)=p_{A}\cdot V_{A}\cdot \ln \left({p_{A} \over p_{B}}\right)}
{\displaystyle W_{A\to B}=p_{B}\cdot V_{B}\cdot \ln \left({V_{B} \over V_{A}}\right)=p_{B}\cdot V_{B}\cdot \ln \left({p_{A} \over p_{B}}\right)}